# Headingley Rugby Stadium
Headingley Rugby Stadium é um estádio localizado em Leeds, Inglaterra, Reino Unido, possui capacidade total para 21.062 pessoas, é a casa do time de rugby union Yorkshire Carnegie e do time de rugby league Leeds Rhinos, foi inaugurado em 1890.

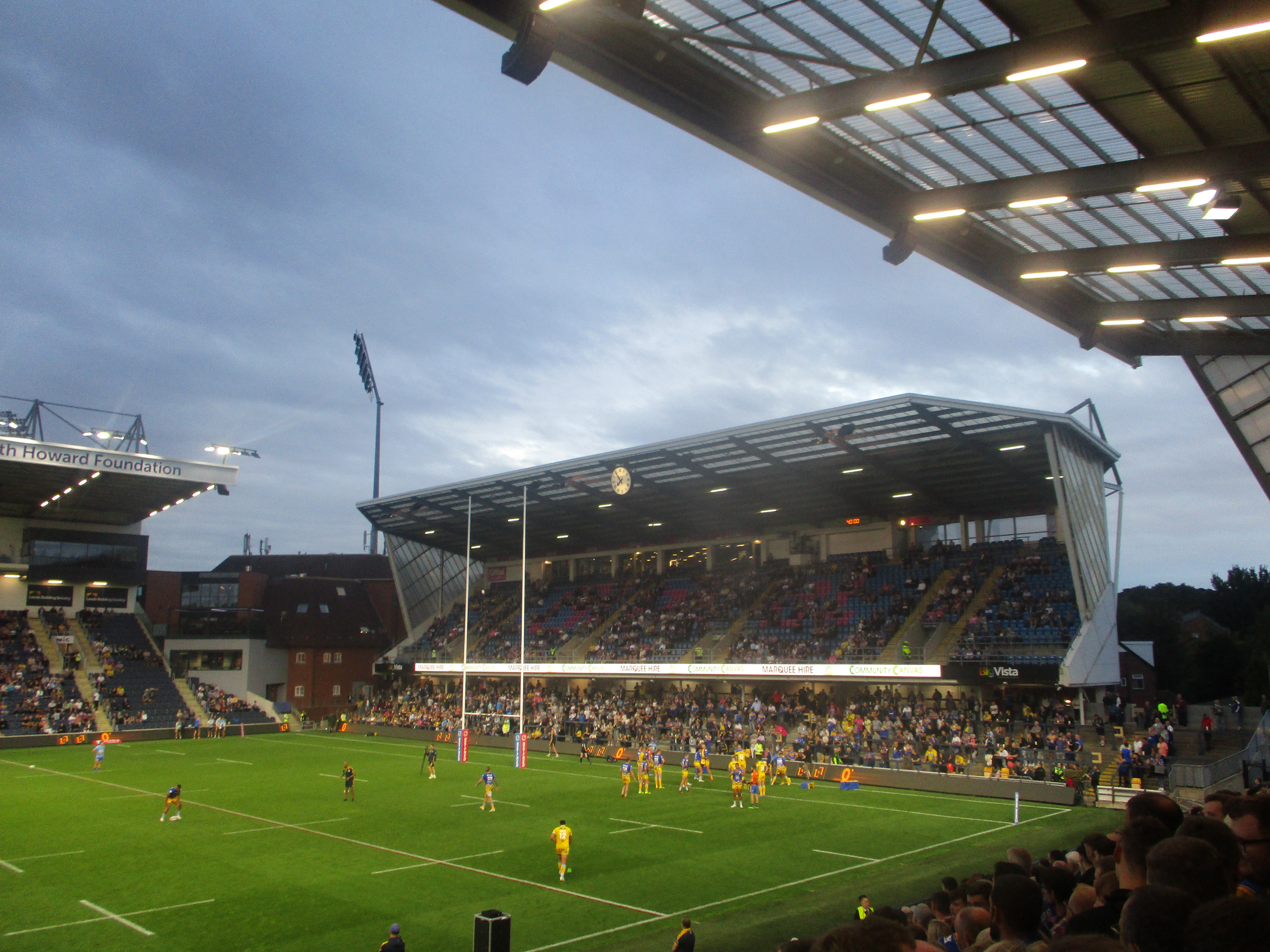
2022